# Tettigonia
Tettigonia là một chi côn trùng thuộc họ Muỗm. Chi này được mô tả bởi Linnaeus năm 1758, thuộc họ Tettigoniidae, phân họ Tettigoniinae. Tên Latin  Tettigonia  xuất phát từ tiếng Hy Lạp ξιξ, có nghĩa là con ve sầu.
Chi này bao gồm côn trùng khá lớn, với một cơ thể lớn, màu xanh lá cây hoặc màu nâu, với đôi chân sau dài.
Các loài Tettigonia có mặt ở Châu Âu, Bắc Phi và Châu Á.

## Các loài
Chi này chứa các loài sau:
- Tettigonia acutipennis Ebner, 1946
- Tettigonia cantans (Fuessly, 1775)
- Tettigonia caudata (Charpentier, 1842)
- Tettigonia chinensis Willemse, 1933
- Tettigonia dolichoptera Mori, 1933
- Tettigonia hispanica Bolívar, 1893
- Tettigonia ibuki Furukawa, 1938
- Tettigonia krugeri Massa, 1998
- Tettigonia longealata Chopard, 1937
- Tettigonia longispina Ingrisch, 1983
- Tettigonia lozanoi (Bolívar, 1914)
- Tettigonia macrocephalus (Fischer von Waldheim, 1846)
- Tettigonia macroxipha (Bolívar, 1914)
- Tettigonia orientalis Uvarov, 1924
- Tettigonia savignyi (Lucas, 1849)
- Tettigonia silana Capra, 1936
- Tettigonia tsushimensis Ogawa, 2003
- Tettigonia turcica Ramme, 1951
- Tettigonia ussuriana Uvarov, 1939
- Tettigonia vaucheriana (Pictet, 1888)
- Tettigonia viridissima (Linnaeus, 1758)
- Tettigonia yama Furukawa, 1938

## Hình ảnh

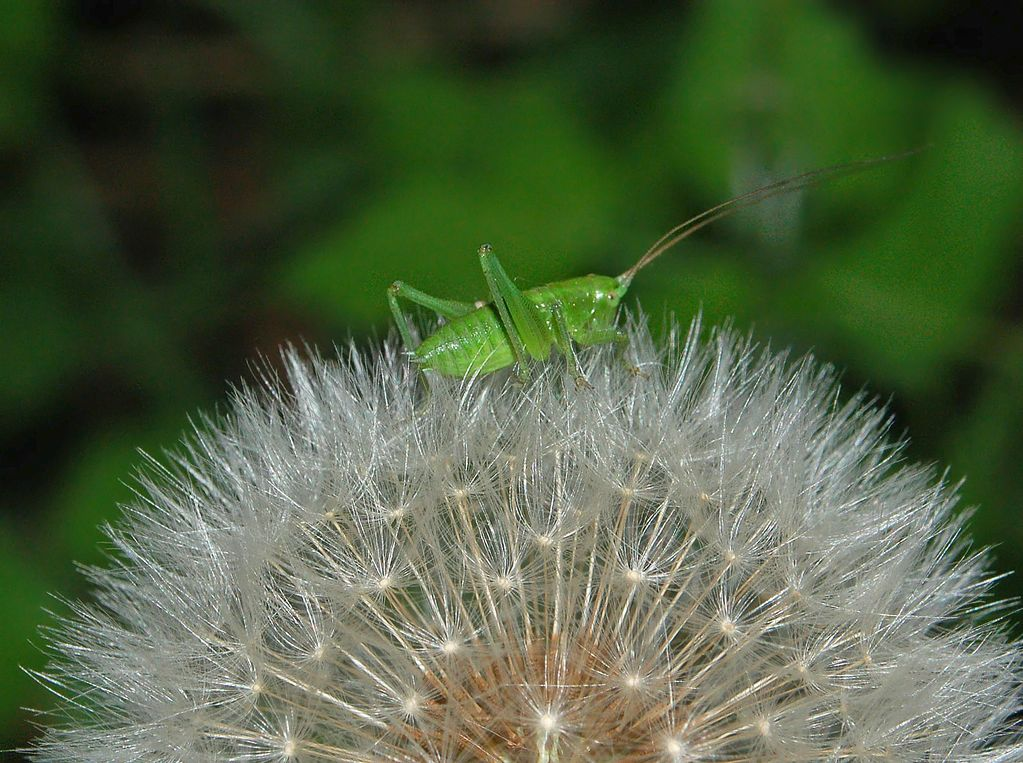
Tettigonia species, nymph
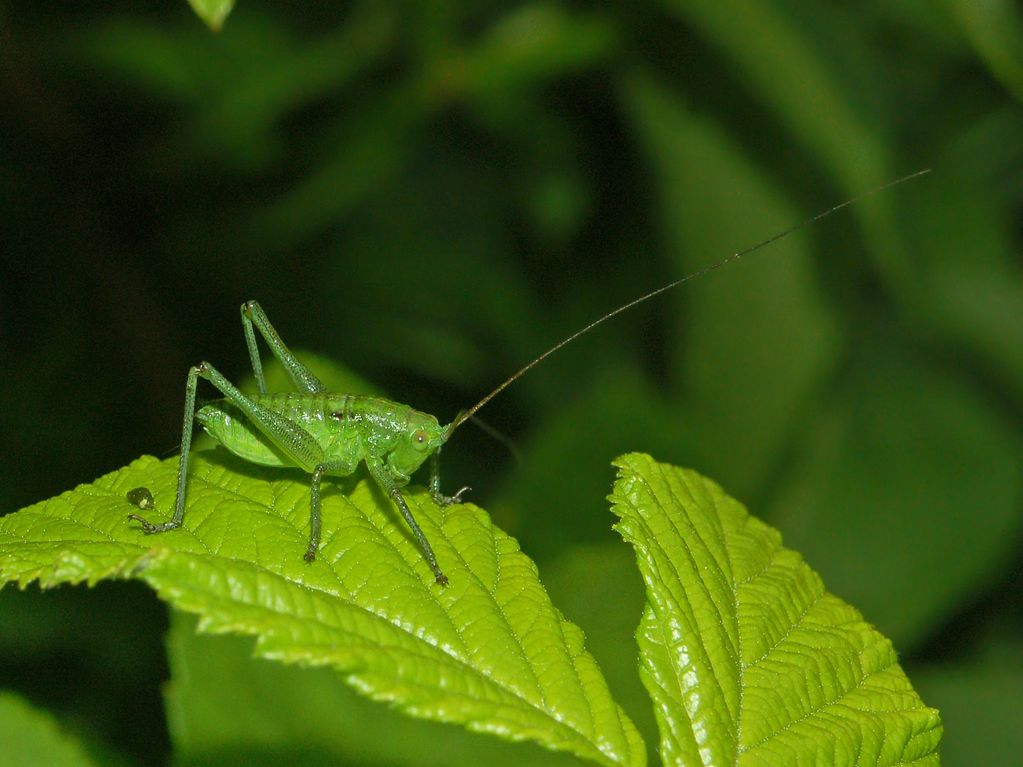
Tettigonia species, nymph
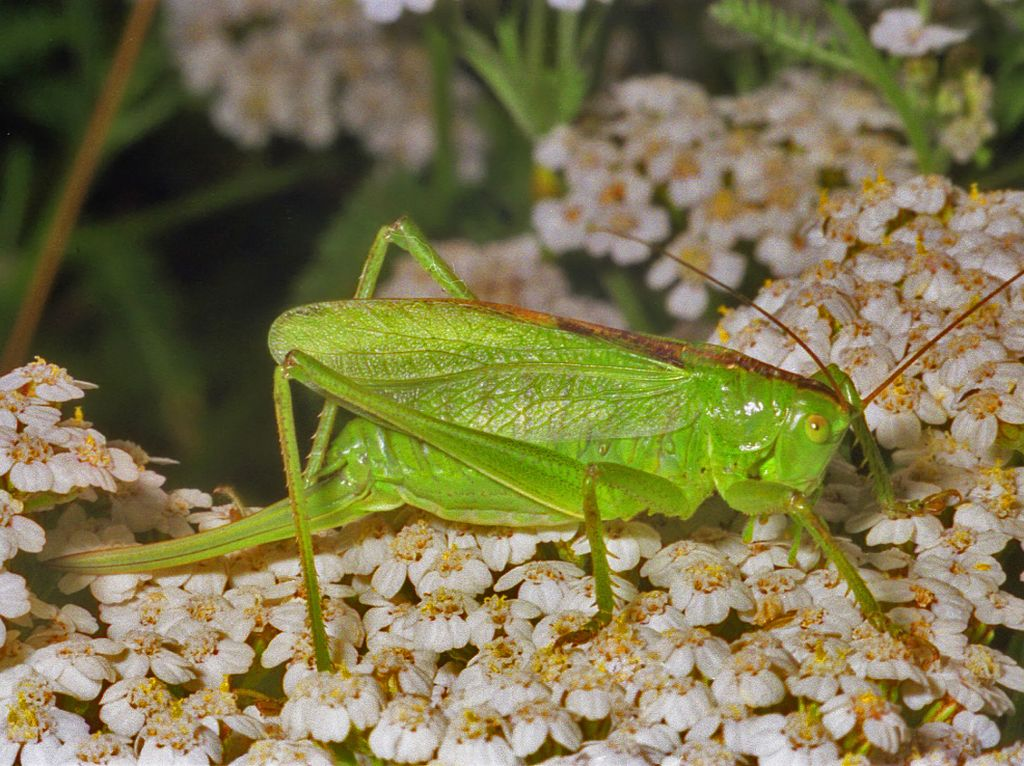
Tettigonia cantans, female
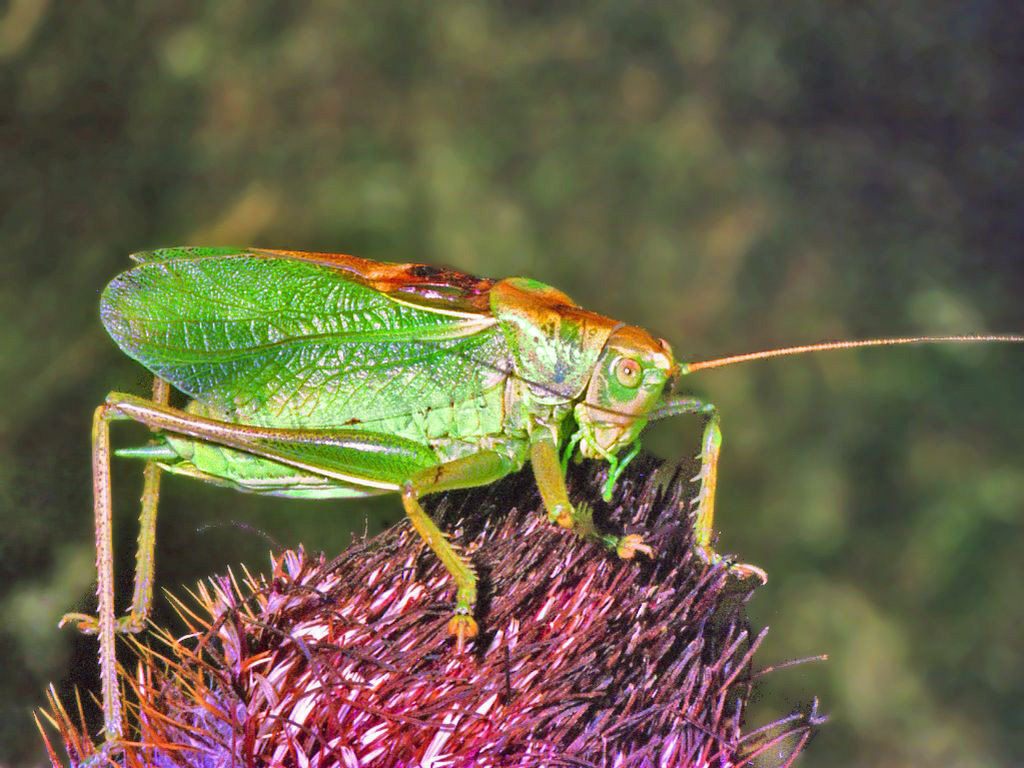
Tettigonia cantans, male
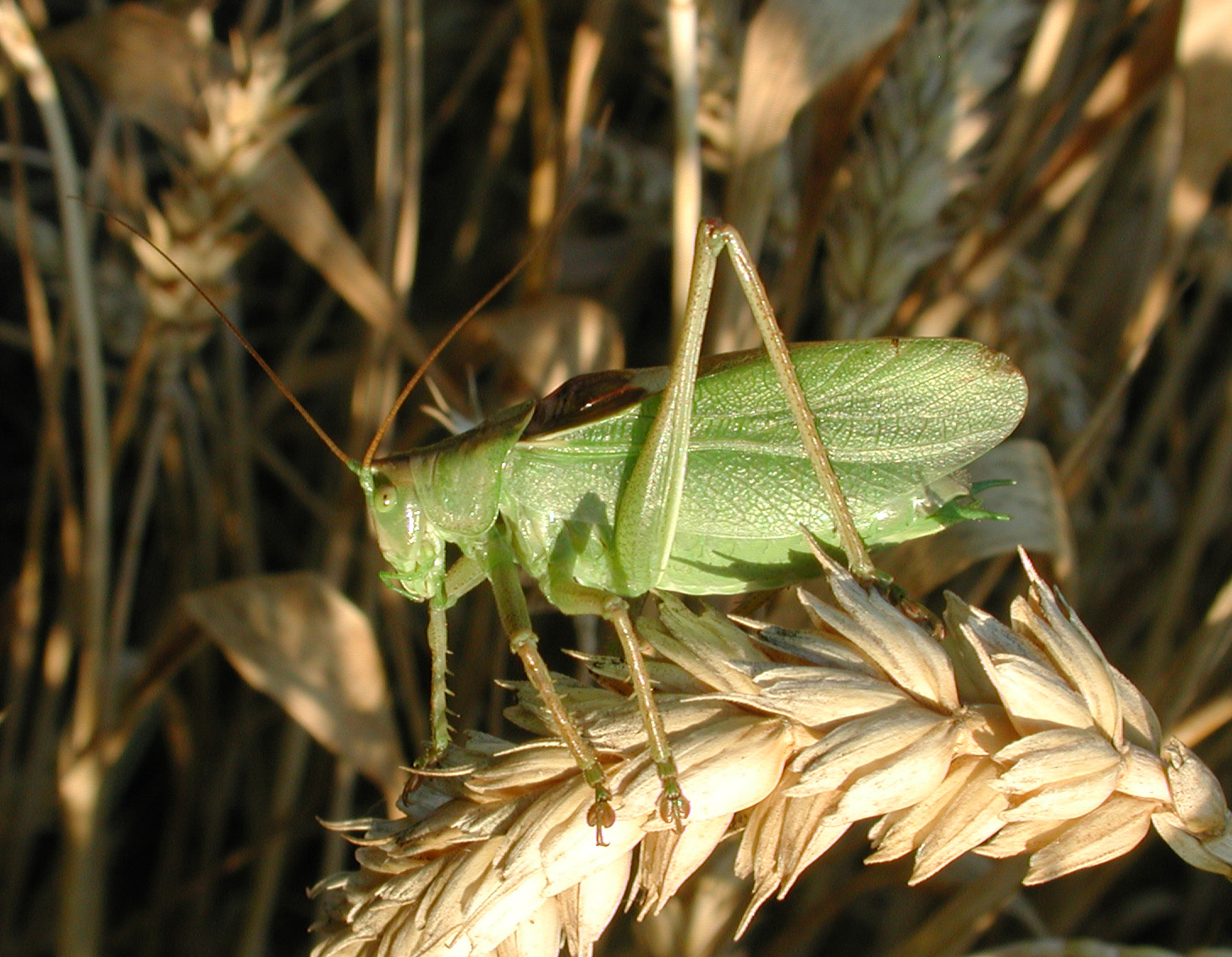
Tettigonia cantans
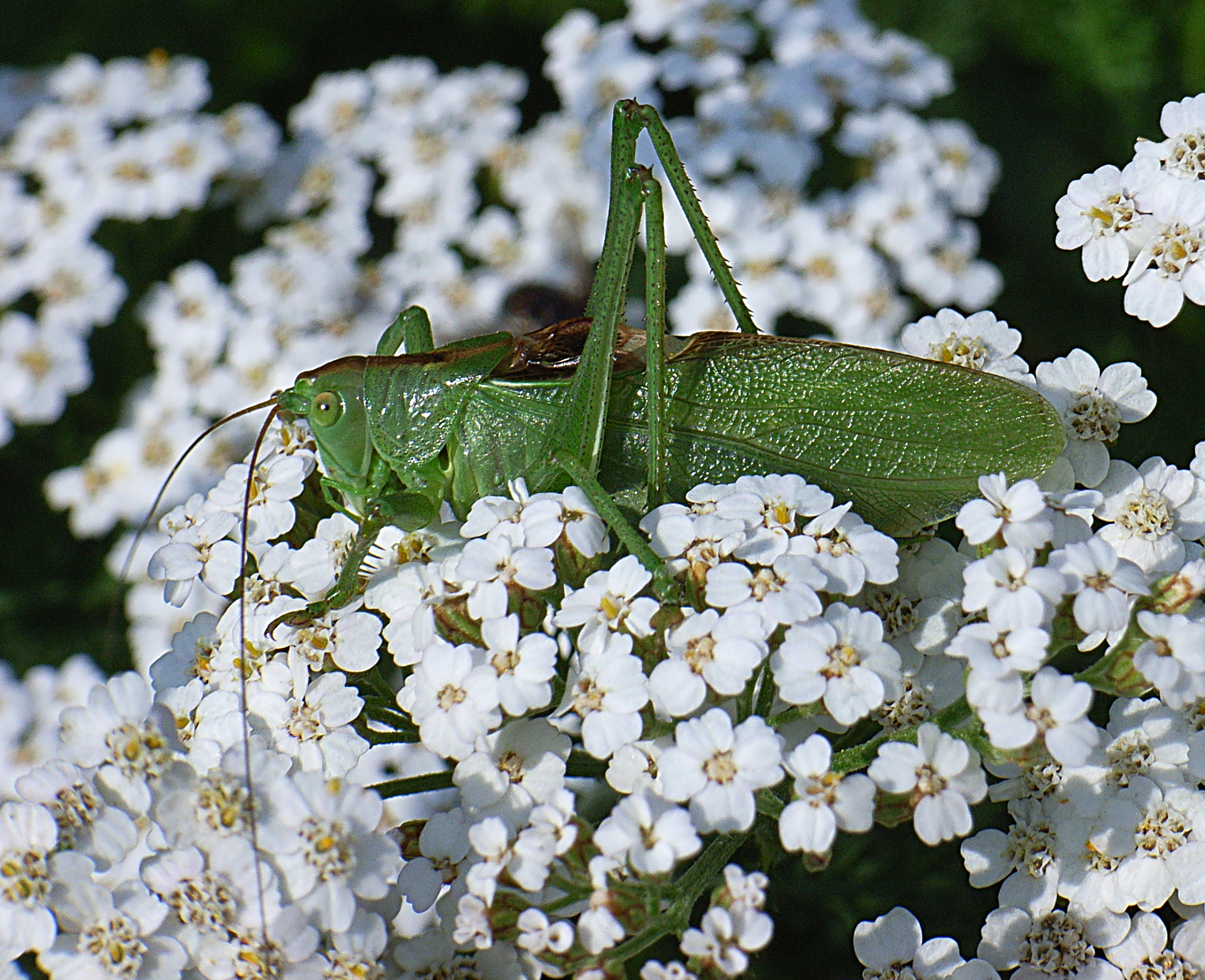
Tettigonia cantans
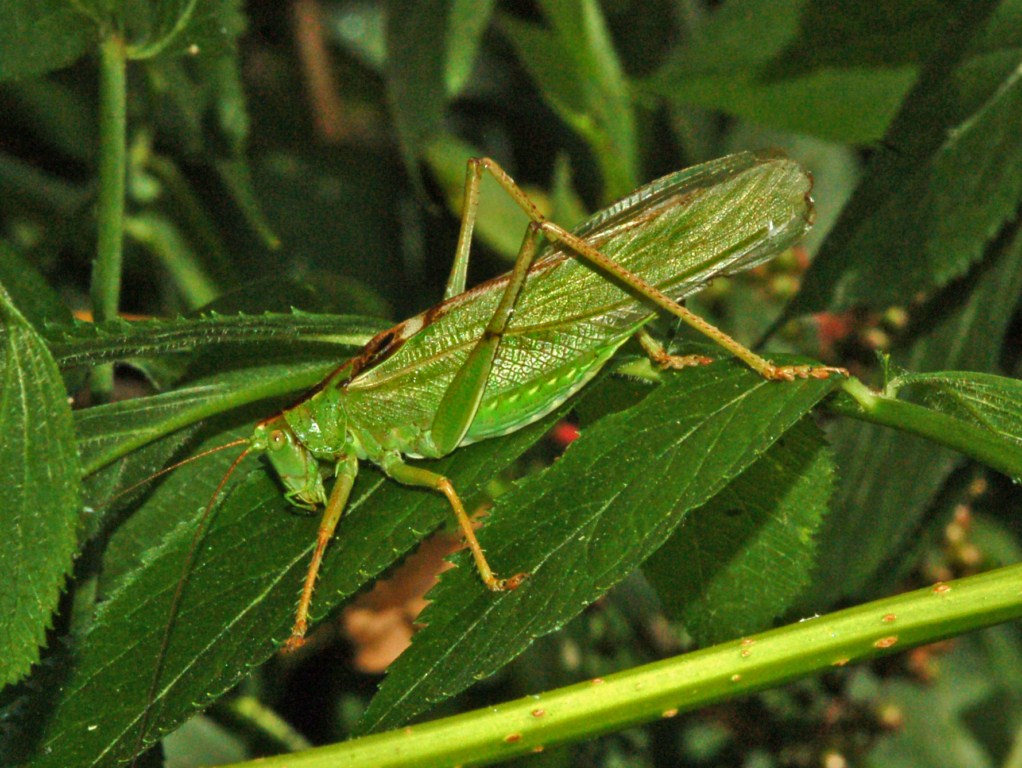
Tettigonia viridissima, male
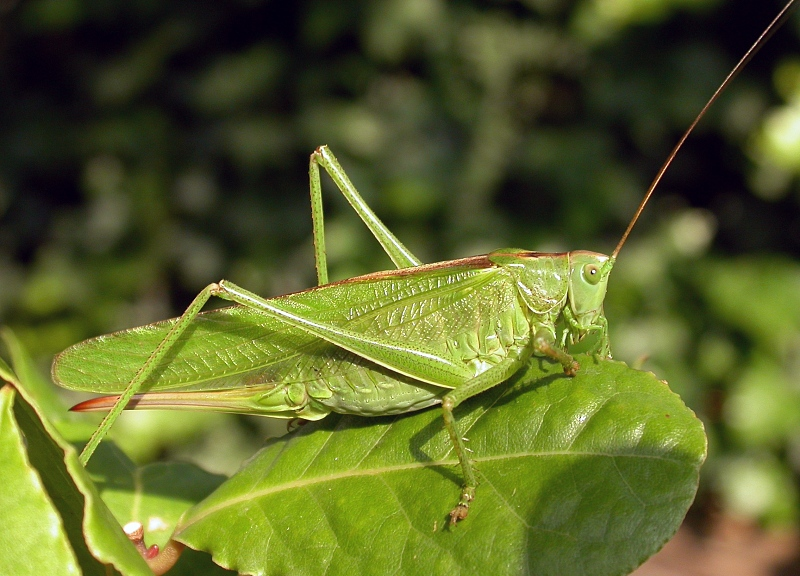
Tettigonia viridissima, female